# Ceratozamia hildae
Ceratozamia hildae  (лат.) — вид голосеменных растений семейства Замиевые (Zamiaceae).
Растения без ветвей. Стебель 10-20 см в длину, диаметром 5-25 см. Листьев 5-20 в кроне. Новый росток бронзовый, красный или шоколадно-коричневый или зелёный. Листья светло- или средне-зелёные, полуглянцевые, длиной 100-150 см. Пыльцевые шишки жёлто-зелёные, веретеновидно-цилиндрические, длиной 18-25 см, 2-3 см диаметром; плодоножка длиной 3,5 см. Семенные шишки жёлто-зелёные, узкояйцевидноцилиндрические, длиной 10-14 см, 3-5 см диаметром; плодоножка длиной 9 см. Семена яйцевидные, 18-20 мм, шириной 15 мм; саркотеста белая, старея становится коричневой.
Эндемик Мексики (Керетаро, Сан-Луис-Потоси). Этот вид встречается на высоте примерно 850—1300 метров над уровнем моря в облачной зоне в лиственных дубовых лесах. Растения растут на тяжелой чёрной глине и среди известняковых пород.
Этот вид сильно пострадал от разрушения среды обитания и чрезмерного сбора для декоративных целей.